# Wozy (obwód kurski)
Wozy (ros. Возы) – wieś w zachodniej Rosji, centrum administracyjne sielsowietu wozowskiego w rejonie ponyrowskim obwodu kurskiego.

## Geografia
Miejscowość położona jest 51 km od Kurska.

## Demografia
W 2010 r. miejscowość liczyła sobie 1253 mieszkańców.